# El Peñón (ort i Colombia, Bolívar)
El Peñón är en ort i Colombia.   Den ligger i departementet Bolívar, i den norra delen av landet, 500 km norr om huvudstaden Bogotá. El Peñón ligger 41 meter över havet och antalet invånare är 4 204. Den ligger vid sjön Ciénaga Pajaral.
Terrängen runt El Peñón är platt. Runt El Peñón är det ganska glesbefolkat, med 28 invånare per kvadratkilometer. Närmaste större samhälle är El Banco, 3,3 km väster om El Peñón. Trakten runt El Peñón består huvudsakligen av våtmarker.